# دنیا کافی نیست (ترانه)
«دنیا کافی نیست» (به انگلیسی: The World Is Not Enough) آهنگ اصلی فیلم جیمز باند محصول سال ۱۹۹۹ دنیا کافی نیست می‌باشد که توسط گروهٔ موسیقی راک آمریکایی گاربج خوانده شده است. این ترانه توسط آهنگساز دیوید آرنولد (که موسیقی متن فیلم را نیز ساخته) و ترانه‌سرا دان بلک نوشته شده است؛ دان بلک پیش‌تر نیز نویسندهٔ چهار ترانهٔ دیگر برای مجموعهٔ باند بوده‌است. تهیه و تولید این قطعه بر عهدهٔ گاربج و دیوید آرنولد بوده است. برخلاف سبک پست‌مدرن و متقاطع دو آلبوم اول گروه یعنی گاربج (۱۹۹۵) و نسخهٔ ۲.۰ (۱۹۹۸) این اثر در سبک کلاسیک عنوان‌های آغازین فیلم‌های باند ساخته شده می‌باشد. گاربج بیشتر مراحل ضبط آهنگ را طی تور جهانی نسخهٔ ۲.۰ در اروپا انجام داد. آن‌ها پیش از آنکه به انگلستان سفر کنند، با آرنولد در حالی‌که او در لندن در حال ضبط موسیقی ارکسترال بود، تماس تلفنی برقرار می‌کردند. سپس در نهایت ضبط و میکس نهایی ترانه را در آرموری استودیوز در کانادا به پایان رساندند. متن ترانه بازتابی از داستان فیلم است که از دیدگاه شخصیت منفی، الکترا کینگ (سوفی مارسو) روایت می‌شود و دربرگیرندهٔ مضامینی چون سلطهٔ جهانی و اغواگری است.